# Brea de Tajo
Brea de Tajo és un municipi de la Comunitat autònoma de Madrid. Limita a l'est amb Driebes (província de Guadalajara); amb Estremera, al sud; amb Valdaracete, a l'oest; i al nord, amb Mondéjar. Té molta vinculació a Villarejo de Salvanés, Tielmes, Orusco de Tajuña i Villamanrique de Tajo.